# كماس مألوف
كماس مألوف أو كماسية (الاسم العلمي: Camassia quamash) هو نوع من النباتات يتبع جنس الكماس من الفصيلة الهليونية.